# Сеножече
Сеножече (словен. Senožeče, итал. Senosècchia) је насељено место у општини Дивача, Обално-Крашка регија, Словенија.

## Историја
До територијалне реорганизације у Словенији било су у саставу старе општине Сежана.

## Становништво
У попису становништва из 2011. године, Сеножече је имало 610 становника.
| Број становника према пописима | Број становника према пописима | Број становника према пописима |
| ------------------------------ | ------------------------------ | ------------------------------ |
| 1991                           | 2002                           | 2011                           |
| 638                            | 611                            | 610                            |

## Галерија
- аутопут Копар-Постојна
- старе крашке куће
- улица
- ректорат
- стари суд
- детаљ